# Louis Raphaël I Sako
Louis Raphaël I Sako, född 4 juli 1948 i Zakho, Irak, är en irakisk kardinal och ärkebiskop. Han är sedan 2013 kaldeisk-katolsk patriark av Babylon.

## Biografi
Louis Raphaël I Sako studerade vid Urbaniana i Rom. Han prästvigdes 1974. 
År 2002 valdes Sako till ärkebiskop av Kirkuk och biskopsvigdes den 14 november året därpå av ärkebiskop André Sana. År 2013 efterträdde Sako Emmanuel III Delly som kaldeisk-katolsk patriark av Babylon.
Den 20 maj 2018 tillkännagav påve Franciskus att han ämnade upphöja ärkebiskop Sako till kardinal den 28 juni samma år.